# Batalla de Yeruá
La Batalla de Yeruá fue un enfrentamiento ocurrido el 22 de septiembre de 1839 en el noreste de la Provincia de Entre Ríos, entre las fuerzas del ejército unitario dirigido por el general Juan Lavalle y las milicias provinciales, al mando del gobernador delegado de la provincia, coronel Vicente Zapata. 
Se produjo cuando la provincia fue invadida por una división de emigrados argentinos, llegados desde Montevideo, que se proponían destruir la preeminencia del Partido Federal — en esa época dirigido por Juan Manuel de Rosas — cuyo brazo armado más notorio era, hasta entonces, el gobernador entrerriano Pascual Echagüe.
Echagüe había derrotado al primer ejército correntino contra Rosas, y había invadido la República Oriental del Uruguay, para vengar la ayuda otorgada a aquel por el general Fructuoso Rivera. Adicionalmente, pretendía devolver el gobierno uruguayo al presidente legítimo, Manuel Oribe.
El 2 de septiembre Lavalle fue embarcado con dos divisiones (Legión Libertadora) en la isla Martín García por una escuadra francesa y desembarcó en Entre Ríos en Puerto Landa, en donde se le unió el coronel Olavarría. Dispuesto a combatir a Echagüe, firmó una proclama adhiriéndose al federalismo pero nadie la tomó en serio, mientras Echagüe retornaba a Entre Ríos. El gobernador delegado Vicente Zapata concentró tropas en Nogoyá, dejando desprotegida la costa entrerriana del río Uruguay, por lo que Lavalle ocupó Gualeguaychú y avanzó hacia Villaguay el 12 de septiembre. 
El 22 de septiembre Lavalle, pese a la inferioridad numérica de 450 hombres contra 1600, logró derrotar a Zapata en las márgenes del arroyo Yeruá y ocupó Concordia, desde donde emitió una proclama a la Legislatura entrerriana, que no le respondió. 
A pesar de la amplia diferencia numérica a favor de los entrerrianos, fueron superados por el mejor adiestramiento y superior comando de las fuerzas de Lavalle.